# Nilasera centenitus
Nilasera centenitus är en fjärilsart som beskrevs av Hans Fruhstorfer 1914. Nilasera centenitus ingår i släktet Nilasera och familjen juvelvingar. Inga underarter finns listade i Catalogue of Life.